# Abraha
Abraha (mort després del 553 potser vers 570) fou un rei cristià del sud-oest d'Aràbia (vers 525—570) conegut també com a Abraha al-Ashram (en àrab أبرهة الأشرم) o Abraha ben as-Saba'h. Era un virrei cristià axumita i després rei d'Himyar. Després del 553 no està testimoniat però segurament va seguir governant uns quants anys més fins vers el 570, ja que en aquest any la tradició diu que va fer una expedició a la Meca, just quan va néixer Mahoma.
Segons Procopi el rei Caleb d'Axum va envair Aràbia del sud, va deposar el seu rei i va instal·lar un governador anomenat Esimifaios Sumyafa Ashwa o Esimfey) en una data entre el 526 i 531. Aquest Esimfey apareix a les inscripcions himiarites com SMYF'. Aquest fou enderrocat per una part de les tropes abissínies que van proclamar al seu cap, Abraha, ex esclau d'un mercader romà d'Orient d'Adulis. Stuart Munro-Hay, proposa el 518 com a data de pujada al tron de Dhu Nuwas, i data la proclamació d'Abraha el 525. Abraha s'hauria considerat inicialment virrei i més tard, després de derrotar dues expedicions enviades contra ell, s'hauria proclamat rei. La primera expedició hauria estat dirigida per Ariat, i després de la mort del cap s'hauria unit a Abraha; la segona no es dona el nom però es diu que fou derrotada. Entre 640 i 650 la inscripció del dic de Marib informa que va reprimir una revolta dirigida pel fill d'Esimifaios (any 657 de l'era sabea). La mateix inscripció informa de la recepció d'ambaixades de l'Imperi Romà d'Orient, de l'Imperi Aquemènida, d'Axum, d'Hira (Lakhmides), i dels filarca àrab Harith ben Djabala, i també de què les reparacions s'havien acabat a l'any següent. Al 662 (vers 553) de l'era sabea, Abraha va derrotar la tribu àrab dels Ma'add. Per l'encapçalament de les inscripcions d'Abraha ("Par la potencia i el favor i misericòrdia de Déu i del seu Messies i de l'Esperit Sant") i d'Esimifaios ("En nom de Déu, del seu fill el Crist victoriós, i de l'Esperit Sant") es pensa que podria haver-hi diferències religioses al darrere i que Abraha tindria tendències nestorianes. El seu títol, igual que els dels predecessors immediats, era "rei de Saba i senyor de Raydan (Dhu Raydan) d'Hadramawt i del Iemen i de les seves poblacions àrabs a l'altiplà i a les terres baixes" però i adjunta "zly mlkn g'zyn" que no ha trobat traducció convincent. Segons Procopi Abraha no va voler pagar tribut a Hellestheaios però va acceptar de fer-ho al seu successor, que hauria reconegut la situació de facto.

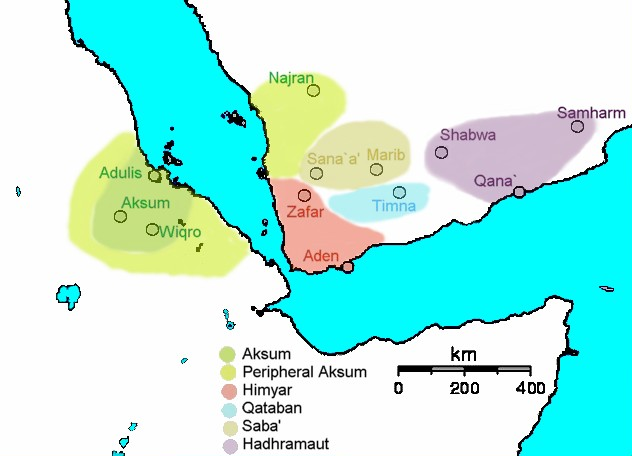
Aksum i Aràbia del sud al

Dhu Nuwas era jueu i va fer operacions militars contra els axumites a Aràbia del sud i els seus aliats cristians locals. Els axumites de Zafar al Iemen foren morts, i les seves fortaleses al país destruïdes; Najran fou primer saquejada i entre 518 i 523 conquerida i molts cristians himiarites van ser assassinats; els axumites van intervenir amb ajut d'una flota romana d'Orient. No se segur però molt probablement Abraha era un cap de les forces expedicionàries del rei (Hellestheaios que seria el rei Kaleb dels àrabs) contra Dhu Nuwas. Segons Al-Tabari era el comandant del segon exèrcit enviat per Kaleb després del primer exèrcit dirigit per Ariat. Abraha hauria disposat de cent mil homes, amb els quals va aplanar tota resistència; Dhu Nuwas es va suïcidar. Abraha s'hauria establert llavors a Sana i no hauria enviat el tribut i el rei va enviar al general Ariat com a nou governador. La llegenda diu que hi va haver un duel entre els dos homes i que Ariat va morir i Abraha en va sortir amb la cara tallada (al-Ashram, cara-tallada)
Altres fonts com el Martyrium Arethae o les Leges Homeritarum de Gegentius el fan rei o virrei per concessió del rei d'abissínia Elesbaas (identificat amb l'Hellestheaios de Procopi), immediatament després de Masruq Dhu-Nuwas (Yusuf Ashar Yathar) que va regnar del 517 (o 523) al 525 aproximadament, però no està d'acord amb els fets històrics coneguts per l'arqueologia.
La tradició el fa constructor d'una catedral anomenada "al-Qulays" (del grec Ekklesia) per rivalitzar amb la Kaaba de la Meca. En la seva suposada expedició a la Meca del 570 hauria utilitzat elefants intentant destruir la Kaaba. Segons la tradició musulmana va morir d'una malaltia que va agafar durant l'expedició, que estava guiada per Abu Righal. Per les dates de la inscripció de Marib, i atès que l'expedició de la Meca és una tradició no reforçada amb cap document històric, podria haver mort en qualsevol moment després del 553 data més llunyana en què apareix documentat.
Es va casar amb Raihäna, una noble iemenita segrestada del seu marit per Abraha. El van succeir els seus fills Yaksum i Masruq. Entre 570 i 575 el partit pro persa va contactar amb els sassànides a través dels lakhmides de Hira. Els perses van enviar forces sota Wahriz que van ajudar el llegendari Saysf ibn Dhi Yazan a expulsar els axumites i establir el poder persa.